# التسلسل الزمني جائحة فيروس كورونا 2019–20 من اكتوبر2020 إلى نوفمبر 2020
توثق هذه المقالة التسلسل الزمني وعلم الأوبئة لفيروس كورونا في أكتوبر 2020، الفيروس المسبب لمرض فيروس كورونا 2019 (مرض فيروس كورونا 2019) والمسؤول عن جائحة فيروس كورونا 2019–20. تم تحديد أول حالات إصابة بشرية بـ كوفيد-19 في ووهان، الصين، في ديسمبر 2019.

## التسلسل الزمني للجائحة

### 1 أكتوبر
- أبلغت ماليزيا عن 260 حالة جديدة، وبذلك يصل العدد الإجمالي إلى 11484 حالة. تعافى 47، ليصل العدد الإجمالي للمتعافين إلى 10014. هناك 1334 حالة نشطة، 20 منها في العناية المركزة وثلاث على دعم جهاز التنفس الصناعي.[1]
- أبلغت نيوزيلندا عن 12 حالة جديدة (جميعها واردة)، وبذلك يصل العدد الإجمالي للحالات إلى 1848 (1,492 مؤكدة و 356 محتملة). تم الإبلاغ عن ثلاث حالات شفاء جديدة، ليصل الإجمالي إلى 1770. هناك 53 حالة نشطة مع حالة واحدة في المستشفى.[2]
- أبلغت سنغافورة عن 21 حالة جديدة، ليصل العدد الإجمالي إلى 57786.[3] بالإضافة إلى ذلك، تم طرح حالتين من العدد بعد أن أظهرت اختبارات أخرى نتائج سلبية.[4]
- سجلت أوكرانيا رقماً قياسياً يبلغ 4069 حالة إصابة يومية جديدة و 64 حالة وفاة يومية جديدة، وبذلك يصل العدد الإجمالي إلى 213,028 و 4,193 على التوالي، وقد تعافى اجمالى 94398 مريضاً.[5]

### 2 أكتوبر
- أبلغت ماليزيا عن 287 حالة، ليصل المجموع إلى 11771. تم الإبلاغ عن 81 عملية استرداد، ليصل العدد الإجمالي للمتعافين إلى 10095. هناك 1540 حالة نشطة، 22 منها في العناية المركزة وأربع على دعم التنفس الصناعي.[6]
- أبلغت نيوزيلندا عن 10 حالات تعافي، ليصل الإجمالي إلى 1780. لم يتم الإبلاغ عن حالات جديدة، مع بقاء المجموع الكلي عند 1,848 حالة (1,492 مؤكدة و 356 محتملة). هناك 43 حالة نشطة مع خروج شخص واحد من المستشفى.[7]
- أبلغت سنغافورة عن عشر حالات جديدة، ليصل المجموع إلى 57794.[8]
- سجلت أوكرانيا رقماً قياسياً يبلغ 4633 حالة إصابة يومية جديدة و 68 حالة وفاة يومية جديدة، وبذلك يصل العدد الإجمالي إلى 217661 و 4261 على التوالي، وقد شفي ما مجموعه 95591 مريضاً.[9]
- الرئيس الأمريكي دونالد ترامب والسيدة الأولى ميلانيا ترامب أثبتت إصابتهم بـ كوفيد-19 وسط تفشي أوسع بين كبار موظفي البيت الأبيض.[10][11]
- تسجل مقاطعة أونتاريو الكندية 732 حالة إصابة جديدة بـ كوفيد-19.[12]

### 3 أكتوبر
- أبلغت ماليزيا عن 317 حالة جديدة، ليصل العدد الإجمالي إلى 12088. وقد تعافى 121 مريضاً، ليرتفع العدد الإجمالي للمتعافين إلى 10216. تم الإبلاغ عن وفاة واحدة. هناك 1735 حالة نشطة، منها 29 حالة في العناية المركزة وأربع على دعم جهاز التنفس الصناعي.[13]
- أبلغت نيوزيلندا عن حالة جديدة واحدة (واحدة مستوردة)، وأبقت على المجموع عند 1849 (1,493 مؤكدة و 356 محتملة). تم الإبلاغ عن ثلاث حالات شفاء جديدة، ليصل الإجمالي إلى 1,783. هناك 41 حالة نشطة.[14]
- أبلغت سنغافورة عن ست حالات جديدة، ليصل الإجمالي إلى 57800 حالة.[15]
- وسجلت جزر سليمان أول حالة لها.[16]
- سجلت أوكرانيا ارتفاعًا قياسيًا بلغ 4661 حالة إصابة يومية جديدة وسجلت 92 حالة وفاة يومية جديدة، ليصل العدد الإجمالي إلى 222322 و 4353 على التوالي، وقد شفي ما مجموعه 98737 مريضاً.[17]

- أبلغت ماليزيا عن 293 حالة واردة جديدة، ليصل العدد الإجمالي إلى 12381 حالة. وقد تعافى 67، ليصل العدد الإجمالي للمتعافين إلى 10283. هناك 1961 حالة نشطة، 28 منها في العناية المركزة وأربع في دعم التنفس الصناعي.[18]
- أبلغت نيوزيلندا عن خمس حالات مستوردة جديدة، ليصل الإجمالي إلى 1854 (1498 حالة مؤكدة و 356 محتملة). تم الإبلاغ عن خمس حالات شفاء جديدة، ليصل الإجمالي إلى 1788. هناك 41 حالة نشطة.[19]
- أبلغت سنغافورة عن 12 حالة جديدة، ليصل العدد الإجمالي إلى 57812 حالة.[20][21]
- أبلغت أوكرانيا عن 4140 حالة يومية جديدة و 44 حالة وفاة يومية جديدة، وبذلك يصل العدد الإجمالي إلى 226462 و 4397 على التوالي، وقد تعافى اجمالى 100107 مرضى.[22]
- أبلغت المملكة المتحدة عن 22961 حالة جديدة. وقالت هيئة الصحة العامة في إنجلترا إن هذا الرقم المرتفع يرجع إلى التراكم في الإبلاغ عن الحالات بسبب «صعوبة فنية».[23]

### 5 أكتوبر
- أبلغت ماليزيا عن 432 حالة جديدة، ليصل المجموع إلى 12813. وقد تعافى 57 شخصاً، ليصل العدد الإجمالي للمتعافين إلى 10340. هناك 2336 حالة نشطة، 32 منها في العناية المركزة وثمانية على دعم التنفس الصناعي.[24]
- أبلغت نيوزيلندا عن حالة واحدة مستوردة جديدة، ليصل العدد الإجمالي إلى 1855 (تم تأكيد 1499 و 356 حالة محتملة). تم الإبلاغ عن تعافين جديدين، ليصل الإجمالي إلى 1790. يوجد حاليًا 40 حالة نشطة.[25]
- أبلغت سنغافورة عن سبع حالات جديدة، ليصل العدد الإجمالي إلى 57819.[26][27]
- تفوقت اليابان على الصين من حيث عدد الحالات.
- أبلغت أوكرانيا عن 3774 حالة إصابة يومية جديدة و 33 حالة وفاة يومية جديدة، وبذلك يصل العدد الإجمالي إلى 230,236 و 4,430 على التوالي، وقد شفي ما مجموعه 101252 مريضاً.[28]

### 6 أكتوبر
- أبلغت ماليزيا عن 691 حالة جديدة (مع ثلاث حالات واردة فقط)، وبذلك يصل العدد الإجمالي للحالات إلى 13504. وتعافى 87 شخصا، ليصل العدد الإجمالي للمتعافين إلى 10427. تم الإبلاغ عن أربع وفيات جديدة، ليرتفع عدد الوفيات إلى 141. هناك 2936 حالة منها 31 حالة في العناية المركزة وثمانية في دعم جهاز التنفس الصناعي.[29]
- أبلغت نيوزيلندا عن ثلاث حالات جديدة (جميعها واردة)، ليصل العدد الإجمالي إلى 1858 (1,502 مؤكدة و 356 محتملة). عدد حالات الاسترداد لا يزال عند 1790. هناك 43 حالة نشطة مع حالة واحدة في المستشفى.[30]
- أبلغت سنغافورة عن 11 حالة جديدة، ليصل العدد الإجمالي إلى 57830.[31]
- أبلغت أوكرانيا عن 4348 حالة إصابة يومية جديدة و 90 حالة وفاة يومية جديدة، وبذلك يصل العدد الإجمالي إلى 234,584 و 4,520 على التوالي، وقد تعافى اجمالى 103401 مريضاً.[32]

### 7 أكتوبر
- أبلغت ماليزيا عن 489 حالة، ليصل العدد الإجمالي إلى 13993 حالة. تعافى 74 شخصا، ليرتفع العدد الإجمالي للمتعافين إلى 10501. هناك 3351 حالة نشطة، 40 منها في العناية المركزة و 13 حالة في العناية المركزة.[33][34]
- أبلغت نيوزيلندا عن ثلاث حالات جديدة (جميعها واردة) ليصل العدد الإجمالي إلى 1861 (1505 مؤكدة و 356 محتملة). تم الإبلاغ عن تسعة حالات شفاء جديدة، ليصل العدد الإجمالي إلى 1799. هناك 37 حالة نشطة مع واحدة في المستشفى.[35]
- أبلغت سنغافورة عن عشر حالات جديدة، ليصل المجموع إلى 57840. وقد تعافى 12، ليصل العدد الإجمالي لعمليات الاسترداد إلى 57609.[36]
- سجلت أوكرانيا رقماً قياسياً يبلغ 4753 حالة إصابة يومية جديدة و 77 حالة وفاة يومية جديدة، وبذلك يصل العدد الإجمالي إلى 239337 و 4597 على التوالي، وقد تعافى اجمالى 105.970 مريضاً.[37]

### 8 أكتوبر
- أبلغت نيوزيلندا عن ثلاث حالات جديدة، مما رفع العدد الإجمالي للحالات إلى 1863 (1,508 مؤكدة و 356 محتملة). تم الإبلاغ عن حالة انتعاش جديدة، ليصل العدد الإجمالي إلى 1800. هناك 39 حالة نشطة مع واحدة في المستشفى.[38]
- أبلغت ماليزيا عن 375، ليصل المجموع إلى 14368. تم الإبلاغ عن 18 حالة استرداد جديدة، وبذلك يصل العدد الإجمالي للمتعافين إلى 10519. تم الإبلاغ عن ست وفيات جديدة، ليرتفع عدد الوفيات إلى 146. هناك 3703 حالة، 60 منها في العناية المركزة و 20 في دعم جهاز التنفس الصناعي.[39]
- أبلغت سنغافورة عن تسع حالات جديدة، ليصل العدد الإجمالي إلى 57849.[40][41]
- سجلت أوكرانيا ارتفاعًا قياسيًا في 5397 حالة إصابة يومية جديدة وسجلت ارتفاعًا قياسيًا في 93 حالة وفاة يومية جديدة، ليصل العدد الإجمالي إلى 244.734 و 4690 على التوالي، وقد تعافى ما مجموعه 108233 مريضاً.[42]
- تسجل مقاطعة أونتاريو الكندية 797 حالة إصابة جديدة بـ كوفيد-19 [43]

### 9 أكتوبر
- أبلغت ماليزيا عن 354 حالة جديدة، ليصل المجموع إلى 14,722. تعافى 188، ليصل المجموع إلى 10707. تم الإبلاغ عن ست حالات وفاة جديدة، ليصل العدد الإجمالي إلى 152. هناك 3863 حالة نشطة، 68 منها في العناية المركزة و 25 في دعم جهاز التنفس الصناعي.[44]
- أبلغت نيوزيلندا عن حالتين جديدتين، مما رفع العدد الإجمالي للحالات إلى 1866 (1,510 مؤكدة و 356 محتملة). ولا يزال عدد المستردون 1800. هناك 41 حالة نشطة مع حالة واحدة في المستشفى.[45]
- أبلغت سنغافورة عن عشر حالات جديدة، ليصل المجموع إلى 57859.[46] من هؤلاء، تم استيراد معظمهم.[47]
- سجلت أوكرانيا ارتفاعًا قياسيًا في 5804 حالات إصابة يومية جديدة و 89 حالة وفاة يومية جديدة، ليصل العدد الإجمالي إلى 250.538 و 4779 على التوالي وقد تعافى اجمالى 110650 مريضاً.[48]
- البرازيل تتصدر 5 ملايين حالة كوفيد-19.[49]
- تسجل مقاطعة أونتاريو الكندية 939 حالة إصابة جديدة بـ كوفيد-19.[50]

### 10 أكتوبر
- أبلغت ماليزيا عن 374 حالة، وبذلك يصل العدد الإجمالي للحالات إلى 15096. تم الإبلاغ عن 73 عملية استرداد، ليصل الإجمالي إلى 10,780 وردت أنباء عن ثلاث وفيات ليرتفع عدد الوفيات إلى 155. هناك 4161 حالة نشطة، 73 منها في العناية المركزة و 28 في دعم التنفس الصناعي.[51]
- أبلغت نيوزيلندا عن أربع حالات جديدة، مما رفع العدد الإجمالي للحالات إلى 1870 (1,514 مؤكدة و 356 محتملة). تعافى شخص واحد، ليصل العدد الإجمالي للمتعافين إلى 1801. هناك 44 حالة نشطة مع خروج شخص واحد من المستشفى.[52]
- أبلغت سنغافورة عن سبع حالات جديدة، ليصل المجموع إلى 57866.[53][54]
- أبلغت أوكرانيا عن 5728 حالة يومية جديدة وسجلت 108 حالات وفاة يومية جديدة، وبذلك يصل العدد الإجمالي إلى 256,266 و 4,887 على التوالي، وقد تعافى اجمالى 112570 مريضاً.[55]

### 11 أكتوبر
- وسجلت ماليزيا 561 حالة جديدة، ليرتفع العدد الإجمالي إلى 15657. وقد تعافى 133 شخصا، ليصل العدد الإجمالي للمتعافين إلى 10913. تم الإبلاغ عن حالتي وفاة، ليصل عدد الوفيات إلى 157. هناك 4587 حالة نشطة، منها 90 حالة في العناية المركزة و 29 حالة في العناية المركزة.[56][57]
- أبلغت نيوزيلندا عن حالة واحدة جديدة في العزل المُدار، مما رفع العدد الإجمالي للحالات إلى 1871 (1515 حالة مؤكدة و 356 محتملة). ولا يزال عدد الشفاء عند 1801 وعدد الوفيات 25. هناك 45 حالة نشطة.[58]
- أبلغت سنغافورة عن عشر حالات جديدة، ليصل المجموع إلى 57876.[59][60]
- أبلغت أوكرانيا عن 4768 حالة إصابة يومية جديدة و 85 حالة وفاة يومية جديدة، ليصل العدد الإجمالي إلى 261034 و 4972 على التوالي، وقد تعافى ما مجموعه 113507 مرضى.[61]
- الهند تتصدر 7 ملايين حالة كوفيد-19.[62]

### 12 أكتوبر
- أبلغت ماليزيا عن 563 حالة جديدة، ليصل العدد الإجمالي إلى 16220 حالة. تم استرداد 109، ليصل إجمالي عدد الذين تم استردادهم إلى 11022. ولقي اثنان حتفهما ليرتفع عدد الوفيات إلى 159. هناك 5039 حالة نشطة، منها 98 حالة في العناية المركزة و 29 حالة في العناية المركزة.[63]
- لم تبلغ نيوزيلندا عن أي حالات جديدة أو حالات شفاء أو وفيات. ويظل العدد الإجمالي للحالات 1871 حالة (1515 حالة مؤكدة و 356 حالة محتملة) ، استرداد 1,801، وعدد الوفيات 25. وهناك 45 حالة نشطة وأجريت أمس 2026 فحصا.[64]
- أبلغت سنغافورة عن أربع حالات جديدة، ليصل المجموع إلى 57880.[65] تم تأكيد وفاة أخرى في وقت لاحق، ليرتفع العدد الإجمالي إلى 28.[66]
- أبلغت أوكرانيا عن 4420 حالة إصابة يومية جديدة و 43 حالة وفاة يومية جديدة، وبذلك يصل العدد الإجمالي إلى 265454 و 5015 على التوالي، وقد تعافى ما مجموعه 114,410 مرضى.[67]
- وأبلغت جزر سليمان عن حالتها الثانية.[68]

### 13 أكتوبر
- أبلغت ماليزيا عن 660 حالة، ليصل العدد الإجمالي إلى 16880 حالة. هناك 350 عملية استرداد، وبذلك يصل العدد الإجمالي للمتعافين إلى 11372. ولقي أربعة حتفهم ليرتفع عدد الوفيات إلى 163. هناك 5345 حالة نشطة، منها 101 حالة في العناية المركزة و 32 حالة في العناية المركزة.[69]
- أبلغت نيوزيلندا عن حالة واحدة جديدة، مما رفع العدد الإجمالي للحالات إلى 1872 (1,516 مؤكدة و 356 محتملة). وقد تعافى سبعة، ليرتفع العدد الإجمالي للمتعافين إلى 1808. هناك 39 حالة نشطة.[70]
- أبلغت سنغافورة عن أربع حالات جديدة تم استيرادها جميعًا، ليصل العدد الإجمالي إلى 57884.[71] تم استرداد 12، ليصل إجمالي عدد عمليات الاسترداد إلى 57725. لا يزال عدد الوفيات عند 28.[72]
- أبلغت أوكرانيا عن 5133 حالة إصابة يومية جديدة و 107 حالة وفاة يومية جديدة، وبذلك يصل العدد الإجمالي إلى 270.587 و 5122 على التوالي، وقد شفي ما مجموعه 116.562 مريضاً.[73]
- ثبتت إصابة لاعب يوفنتوس كريستيانو رونالدو بـ كوفيد-19.[74]

### 14 أكتوبر
- أبلغت ماليزيا عن 660 حالة جديدة، ليصل المجموع إلى 17540. تم استرداد 233، وبذلك يصل العدد الإجمالي للمتعافين إلى 11605. ولقي أربعة حتفهم ليرتفع عدد الوفيات إلى 167. هناك 5768 حالة نشطة، منها 108 حالة في العناية المركزة و 35 حالة في وحدة التنفس الصناعي.[75]
- أبلغت نيوزيلندا عن حالتين جديدتين، مما رفع العدد الإجمالي للحالات إلى 1874 (1,518 مؤكدة و 356 محتملة). تعافى شخص واحد، ليصل العدد الإجمالي للمتعافين إلى 1809. هناك 40 حالة نشطة.[76]
- أبلغت سنغافورة عن خمس حالات جديدة، ليصل العدد الإجمالي إلى 57889 حالة.[77] وتعافى 12 آخرون، ليصل العدد الإجمالي لعمليات الاسترداد إلى 57737. لا يزال عدد الوفيات عند 28.[78]
- أبلغت أوكرانيا عن 5590 حالة يومية جديدة و 107 حالة وفاة يومية جديدة، وبذلك يصل العدد الإجمالي إلى 276177 و 5229 على التوالي ، وقد شفي ما مجموعه 118.699 مريضاً.[79]

### 15 أكتوبر
- أبلغت فرنسا عن 30621 إصابة جديدة بـ كوفيد-19 على مدار 24 ساعة، وبذلك يصل العدد الإجمالي للإصابات إلى 809,684.[80][81]
- أبلغت ماليزيا عن 589 حالة، ليصل العدد الإجمالي إلى 18129 حالة. تم استرداد 409، ليصل المجموع إلى 12014. ولقي ثلاثة حتفهم ليرتفع عدد الوفيات إلى 170. هناك 5419 حالة، 103 منها في العناية المركزة و 31 في دعم جهاز التنفس الصناعي.[82]
- أبلغت نيوزيلندا عن حالتين جديدتين، مما رفع العدد الإجمالي للحالات إلى 1876 (1,520 تأكيدًا و 356 محتملاً). لا يزال العدد الإجمالي للشفاء 1809 بينما لا يزال عدد الوفيات 25. هناك 42 حالة نشطة.[83]
- أبلغت سنغافورة عن ثلاث حالات جديدة، ليصل المجموع إلى 57892.[84] وخرج 12 آخرون من المستشفى، مما رفع إجمالي عدد حالات الاسترداد إلى 57749. لا يزال عدد الوفيات عند 28.[85]
- أبلغت أوكرانيا عن 5062 حالة يومية جديدة و 73 حالة وفاة يومية جديدة، وبذلك يصل العدد الإجمالي إلى 281,239 و 5,302 على التوالي ، وقد تعافى ما مجموعه 119.650 مريضاً.[86]

### 16 أكتوبر
- أبلغت ماليزيا عن 620 حالة جديدة، ليصل العدد الإجمالي للحالات إلى 18758. تم الإبلاغ عن 245 عملية استرداد، ليصل إجمالي عدد المستردات إلى 12259. تم الإبلاغ عن ست وفيات جديدة، ليرتفع عدد الوفيات إلى 176. هناك 6323 حالة نشطة، منها 99 حالة في العناية المركزة و 31 حالة في العناية المركزة.[87]
- أبلغت نيوزيلندا عن أربع حالات جديدة، مما رفع العدد الإجمالي للحالات إلى 1880 (1524 مؤكدة و 356 محتملة). لا يزال عدد حالات الشفاء 1809 بينما لا يزال عدد الوفيات 25. هناك 46 حالة نشطة.[88]
- أبلغت سنغافورة عن تسع حالات جديدة، ليصل المجموع إلى 57901.[89] تعافى 20، ليصل العدد الإجمالي لعمليات الاسترداد إلى 57769. لا يزال عدد الوفيات عند 28.[90]
- سجلت أوكرانيا رقماً قياسياً يبلغ 5,992 حالة إصابة يومية جديدة و 106 حالات وفاة يومية جديدة، وبذلك يصل العدد الإجمالي إلى 287231 و 5,408 على التوالي وقد تعافى ما مجموعه 121919 مريضاً.[91]
- أبلغت واليس وفوتونا عن أول حالة لها. كانت آخر الأراضي الفرنسية دون حالات إصابة مؤكدة بـ كوفيد-19.[92]
- الولايات المتحدة الأمريكية تتصدر 8 ملايين حالة كوفيد-19.[93]

### 17 أكتوبر
- أبلغت ماليزيا عن 869 حالة جديدة، ليصل العدد الإجمالي إلى 19627. تم استرداد 302، ليصل إجمالي عدد المستردون إلى 12561. وسُجلت أربع وفيات ليرتفع عدد الوفيات إلى 180. هناك 6886 حالة نشطة، 91 منها في العناية المركزة و 30 في دعم جهاز التنفس الصناعي.[94]
- أبلغت نيوزيلندا عن ثلاث حالات جديدة، مما رفع العدد الإجمالي للحالات إلى 1,883 (1,527 مؤكدة و 365 محتملة). تم الإبلاغ عن تسع حالات تعافي جديدة، ليصل العدد الإجمالي إلى 1,818. لا يزال عدد الوفيات 25 حالة وهناك 40 حالة نشطة.[95]
- أبلغت سنغافورة عن ثلاث حالات جديدة، ليصل المجموع إلى 57904.[96] تعافى 14، ليصل العدد الإجمالي لعمليات الاسترداد إلى 57783. لا يزال عدد الوفيات عند 28.[97]
- سجلت أوكرانيا رقماً قياسياً بلغ 6410 حالات إصابة يومية جديدة وسجلت 109 حالات وفاة يومية جديدة، وبذلك يصل العدد الإجمالي إلى 293,641 و 5,517 على التوالي ، وقد تعافى اجمالى 124113 مريضاً.[98]

- أبلغت ماليزيا عن 871 حالة جديدة، ليصل العدد الإجمالي إلى 20498 حالة. تعافى 701، ليصل الإجمالي إلى 13262. ولقي سبعة حتفهم ليرتفع عدد الوفيات إلى 187. هناك 7049 حالة نشطة، منها 86 حالة في العناية المركزة و 28 حالة في العناية المركزة.[99]
- أبلغت نيوزيلندا عن ثلاث حالات جديدة بينما تم إعادة تصنيف حالة تم الإبلاغ عنها أمس على أنها «قيد التحقيق» لتحديد ما إذا كانت حالة تاريخية. وبذلك يرتفع العدد الإجمالي للحالات إلى 1886 (1,530 مؤكدة و 356 محتملة). تم الإبلاغ عن حالة انتعاش جديدة واحدة، مما رفع العدد الإجمالي إلى عدد المستعادين إلى 1819. هناك 42 حالة نشطة بينما لا يزال عدد الوفيات عند 22.[100]
- أبلغت سنغافورة عن سبع حالات جديدة، ليصل المجموع إلى 57911. تعافى تسعة أشخاص، ليصل إجمالي عدد حالات الشفاء إلى 57807. لا يزال عدد الوفيات عند 28.[101]
- أبلغت أوكرانيا عن 5231 حالة يومية جديدة و 90 حالة وفاة يومية جديدة، ليصل العدد الإجمالي إلى 298872 و 5607 على التوالي ، وقد شفي ما مجموعه 125377 مريضاً.[102]

### 19 أكتوبر
- أبلغت ماليزيا عن 865 حالة جديدة، ليصل العدد الإجمالي إلى 21363 حالة. تم استرداد 455، ليصل إجمالي عدد عمليات الاسترداد إلى 13717. توفي 3، ليرتفع عدد الوفيات إلى 190. هناك 7436 حالة نشطة، منها 99 حالة في العناية المركزة و 32 حالة في العناية المركزة.[103]
- أبلغت نيوزيلندا عن خمس حالات تعافي، ليصل العدد الإجمالي للمتعافين إلى 1824. لم يتم الإبلاغ عن حالات جديدة، مع إجمالي 1,886 المتبقية (1,530 مؤكدة و 356 محتملة). هناك 37 حالة نشطة بينما لا يزال عدد الوفيات عند 25.[104]
- أبلغت سنغافورة عن أربع حالات جديدة تم استيرادها جميعًا، ليصل الإجمالي إلى 57,915.[105] تم استرداد 12، ليصل العدد الإجمالي لعمليات الاسترداد إلى 57819. لا يزال عدد الوفيات عند 28.[106]
- أبلغت أوكرانيا عن 4766 حالة إصابة يومية جديدة و 66 حالة وفاة يومية جديدة، ليصل العدد الإجمالي إلى 303,638 و 5,673 على التوالي ، وقد تعافى ما مجموعه 126489 مريضاً.[107]

### 20 أكتوبر
- الأرجنتين تتصدر مليون حالة إصابة بـ كوفيد-19.[108]
- كندا تتصدر 200,000 حالة كوفيد-19.[109]
- أبلغت ماليزيا عن 862 حالة جديدة، ليرتفع الإجمالي إلى 22,225 حالة. هناك 634 عملية استرداد، ليصل المجموع إلى 14351. تم الإبلاغ عن ثلاث وفيات، ليرتفع عدد الوفيات إلى 193. هناك 7681 حالة نشطة، 95 منها في العناية المركزة و 29 حالة في العناية المركزة.[110]
- أبلغت نيوزيلندا عن حالة واحدة جديدة، مما رفع العدد الإجمالي للحالات إلى 1,887 (1,531 مؤكدة و 356 محتملة). وقد تعافى خمسة منهم، ليرتفع العدد الإجمالي للمتعافين إلى 1829. هناك 33 حالة نشطة بينما لا يزال عدد الوفيات عند 25.[111]
- أبلغت سنغافورة عن ست حالات جديدة، ليصل العدد الإجمالي إلى 57921. بقي العدد الإجمالي لعمليات الاسترداد عند 57819 بينما ظل عدد الوفيات عند 28.[112]
- أبلغت أوكرانيا عن 5469 حالة يومية جديدة وسجلت 113 حالة وفاة يومية جديدة، ليصل العدد الإجمالي إلى 309107 و 5786 على التوالي ، وقد تعافى اجمالى 129.533 مريضاً.[113]
- وفقًا لجامعة جونز هوبكنز، تجاوز عدد الإصابات بفيروس كورونا في جميع أنحاء العالم 40 مليوناً.[114]

### 21 أكتوبر
- أبلغت ماليزيا عن 732 حالة جديدة، ليصل العدد الإجمالي للحالات إلى 22957. تعافى 580 مريضاً، ليصل إجمالي عدد حالات الشفاء إلى 14391 مريضاً. تم الإبلاغ عن ست حالات وفاة، ليصل عدد الوفيات إلى 199. هناك 7827 حالة، منها 102 حالة على أجهزة دعم الحياة و 31 حالة على دعم جهاز التنفس الصناعي.[115]
- أبلغت نيوزيلندا عن 25 حالة جديدة (2 من المجتمع و 23 من الحدود)، وبذلك يصل العدد الإجمالي للحالات إلى 1912 (1,556 مؤكدة و 356 محتملة). تم الإبلاغ عن عمليتي استرداد جديدتين، ليصل الإجمالي إلى 1,831. هناك 56 حالة نشطة.[116]
- أبلغت سنغافورة عن 12 حالة جديدة تم استيرادها جميعًا، ليصل العدد الإجمالي إلى 57933. وقد تعافى اثنان، مما رفع العدد الإجمالي لعمليات الاسترداد إلى 57821. لا يزال عدد الوفيات عند 28.[117]
- أبلغت إسبانيا عن مليون حالة إصابة بـ كوفيد-19.[118]
- سجلت أوكرانيا رقماً قياسياً يبلغ 6719 حالة إصابة يومية جديدة وسجلت 141 حالة وفاة يومية جديدة، ليصل العدد الإجمالي إلى 315.826 و 5927 على التوالي ، وقد تعافى ما مجموعه 132,219 مريضاً.[119]

### 22 أكتوبر
- أبلغت فرنسا عن مليون حالة إصابة بـ كوفيد-19.[118]
- أبلغت ماليزيا عن 847 حالة جديدة، ليصل المجموع إلى 23804 حالة. هناك 486 حالة استرداد جديدة، وبذلك يصل العدد الإجمالي إلى 15.417. وسجلت خمس وفيات ليرتفع عدد الوفيات إلى 204. هناك 8183 حالة نشطة، منها 90 حالة في العناية المركزة و 29 حالة في العناية المركزة.[120]
- أبلغت نيوزيلندا عن حالتين جديدتين، مما رفع العدد الإجمالي للحالات إلى 1914 (1,558 حالة مؤكدة و 356 محتملة)، وعدد الحالات النشطة إلى 58. إجمالي عدد حالات الشفاء لا يزال 1831 بينما لا يزال عدد الوفيات 25.[121]
- أبلغت سنغافورة عن ثماني حالات جديدة (مستوردة)، ليصل العدد الإجمالي إلى 57941.[122] وقد تعافى ثمانية، ليصل العدد الإجمالي لعمليات الاسترداد إلى 57829. لا يزال عدد الوفيات عند 28.[123]
- سجلت أوكرانيا رقماً قياسياً يبلغ 7053 حالة إصابة يومية جديدة و 116 حالة وفاة يومية جديدة، وبذلك يصل العدد الإجمالي إلى 322.879 و 6043 على التوالي ، وقد تعافى اجمالى 134898 مريضاً.[124]

### 23 أكتوبر
- أبلغت ماليزيا عن 710 حالات جديدة، ليصل العدد الإجمالي إلى 24514. تم استرداد 467، ليصل العدد الإجمالي لعمليات الاسترداد إلى 15884. تم الإبلاغ عن 10 وفيات، ليرتفع عدد الوفيات إلى 214. هناك 8416 حالة نشطة، منها 90 حالة في العناية المركزة و 28 حالة في العناية المركزة.[125]
- أبلغت نيوزيلندا عن تسع حالات جديدة، وبذلك يصل العدد الإجمالي للحالات إلى 1923 (1567 حالة مؤكدة و 356 محتملة). تعافى شخص واحد، ليصل إجمالي عدد حالات الشفاء إلى 1832. هناك 66 حالة نشطة بينما لا يزال عدد الوفيات 25.[126]
- أبلغت سنغافورة عن عشر حالات جديدة تم استيرادها جميعًا، ليصل العدد الإجمالي إلى 57951. وتم تفريغ ثلاثة منها، مما رفع العدد الإجمالي للمبالغ المستردة إلى 57832. لا يزال عدد الوفيات عند 28.[127]
- سجلت أوكرانيا 7517 حالة إصابة يومية جديدة قياسية و 112 حالة وفاة يومية جديدة، وبذلك يصل العدد الإجمالي إلى 330396 و 6164 على التوالي ، وقد تعافى اجمالى 137.578 مريضاً.[128]

### 24 أكتوبر
- تسجل مقاطعة أونتاريو الكندية 978 حالة إصابة جديدة بـ كوفيد-19.[129]
- كولومبيا تتصدر مليون حالة كوفيد-19.[130]
- أبلغت ماليزيا عن 1,228 حالة جديدة، ليرتفع العدد الإجمالي إلى 25742 حالة. تم استرداد 671، ليصل العدد الإجمالي لعمليات الاسترداد إلى 16555. تم الإبلاغ عن سبع وفيات جديدة، ليرتفع عدد الوفيات إلى 221. هناك 8966 حالة نشطة، 92 منها في العناية المركزة و 31 في دعم جهاز التنفس الصناعي.[131]
- أبلغت نيوزيلندا عن 16 حالة جديدة، مما رفع العدد الإجمالي للحالات إلى 1934 (1,578 مؤكدة و 356 محتملة). وقد تعافت ثلاث منها، ليصل العدد الإجمالي لعمليات الاسترداد إلى 1835. هناك 74 حالة نشطة عدد الوفيات لا يزال 25.[132]
- أبلغت سنغافورة عن 14 حالة جديدة، ليصل العدد الإجمالي إلى 57965.[133] تم استرداد 12، ليصل العدد الإجمالي لعمليات الاسترداد إلى 57844. لا يزال عدد الوفيات عند 28.[134]
- أبلغت أوكرانيا عن 7014 حالة يومية جديدة و 125 حالة وفاة يومية جديدة، وبذلك يصل العدد الإجمالي إلى 337.410 و 6289 على التوالي ، وقد تعافى ما مجموعه 139.755 مريضاً.[135]

### 25 أكتوبر
- أبلغت ماليزيا عن 823 حالة جديدة، ليرتفع العدد الإجمالي إلى 26,565. تم تعافي 579، ليصل إجمالي عدد الذين تم استردادهم إلى 17134. ولقي ثمانية حتفهم ليرتفع عدد الوفيات إلى 229. هناك 9202 حالة نشطة، منها 99 حالة في العناية المركزة و 30 حالة في العناية المركزة.[136]
- أبلغت نيوزيلندا عن حالة واحدة جديدة، مما رفع العدد الإجمالي للحالات إلى 1935 (1,579 مؤكدة و 356 محتملة). وقد تعافت خمسة منها، ليصل العدد الإجمالي لعمليات الاسترداد إلى 1840. هناك 70 حالة نشطة بينما لا يزال عدد الوفيات 25.[137]
- أبلغت سنغافورة عن خمس حالات جديدة، ليصل المجموع إلى 57970.[138] تعافى 14، ليصل العدد الإجمالي لعمليات الاسترداد إلى 57858. لا يزال عدد الوفيات عند 28.[139]
- أبلغت أوكرانيا عن 6088 حالة يومية جديدة و 102 حالة وفاة يومية جديدة، وبذلك يصل العدد الإجمالي إلى 343498 و 6391 على التوالي ، وقد تعافى ما مجموعه 141.508 مرضى.[140]
- تسجل مقاطعة أونتاريو الكندية 1042 حالة إصابة جديدة بـ كوفيد-19.[141]
- وسجلت إيطاليا رقما قياسيا جديدا بلغ 19664 إصابة جديدة في اليوم السابق مع 151 حالة وفاة. تغلق جميع الحانات والمطاعم في جميع أنحاء إيطاليا الساعة 6 مساءً كل يوم اعتبارًا من الاثنين 26 أكتوبر.[142]

### 26 أكتوبر
- أبلغت ماليزيا عن 1240 حالة جديدة، وبذلك يصل العدد الإجمالي إلى 27805 حالة. تم استرداد 691، ليصل إجمالي عدد عمليات الاسترداد إلى 17825. ولقي سبعة حتفهم ليرتفع عدد الوفيات إلى 236. هناك 9744 حالة نشطة، بما في ذلك 94 في العناية المركزة و 31 في دعم جهاز التنفس الصناعي.[143]
- أبلغت نيوزيلندا عن خمس حالات جديدة، مما رفع العدد الإجمالي للحالات إلى 1940 (1,584 حالة مؤكدة و 356 محتملة). تعافى شخص واحد، ليصل إجمالي عدد حالات الشفاء إلى 1841. هناك 74 حالة نشطة بينما لا يزال عدد الوفيات 25.[144]
- أبلغت سنغافورة عن ثلاث حالات جديدة، ليصل العدد الإجمالي إلى 57973.[145] تم تفريغ 21 شخصاً، ليصل العدد الإجمالي لعمليات الاسترداد إلى 57879. لا يزال عدد الوفيات عند 28.[146]
- أبلغت أوكرانيا عن 5426 حالة يومية جديدة و 73 حالة وفاة يومية جديدة، ليصل العدد الإجمالي إلى 348.924 و 6464 على التوالي ، وقد تعافى اجمالى 142.537 مريضاً.[147]

### 27 أكتوبر
- أبلغت ماليزيا عن 835 حالة جديدة، ليصل العدد الإجمالي إلى 28,640 حالة. تم استرداد 674، ليصل إجمالي عدد عمليات الاسترداد إلى 18,499. تم الإبلاغ عن حالتي وفاة، ليرتفع عدد الوفيات إلى 238. هناك 9903 حالة نشطة، منها 89 حالة في العناية المركزة و 32 حالة في وحدة التنفس الصناعي.[148]
- أبلغت نيوزيلندا عن حالة واحدة جديدة، مما رفع العدد الإجمالي للحالات إلى 1941 (1,585 حالة مؤكدة و 356 محتملة). تعافى سبعة أشخاص، ليصل إجمالي عدد حالات الشفاء إلى 1848. هناك 68 حالة نشطة بينما لا يزال عدد الوفيات 25.[149]
- أبلغت سنغافورة عن سبع حالات جديدة، ليصل الإجمالي إلى 57,980.[150] وقد تعافت أربعة منها، ليصل العدد الإجمالي لعمليات الاسترداد إلى 57883. لا يزال عدد الوفيات عند 28.[151]
- أبلغت أوكرانيا عن 6677 حالة إصابة يومية جديدة و 126 حالة وفاة يومية جديدة، وبذلك يصل العدد الإجمالي إلى 355,601 و 6,590 على التوالي ، وقد تعافى اجمالى 145,336 مريضاً.[152]

### 28 أكتوبر
- أبلغت ماليزيا عن 801 حالة جديدة، ليصل المجموع إلى 29441. تم استرداد 573، ليصل إجمالي عدد الذين تم استردادهم إلى 19072. وأفيد عن ثماني وفيات ليرتفع عدد الوفيات إلى 246. هناك 10123 حالة نشطة، 94 منها في العناية المركزة و 25 في دعم جهاز التنفس الصناعي.[153]
- أبلغت جزر مارشال عن أول حالتين.[154]
- أبلغت نيوزيلندا عن حالتين جديدتين، مما رفع العدد الإجمالي للحالات إلى 1943 (1,587 مؤكدة و 356 محتملة). تعافى أربعة أشخاص، ليصل إجمالي عدد حالات الشفاء إلى 1852. هناك 66 حالة نشطة بينما لا يزال عدد الوفيات 25.[155]
- أبلغت سنغافورة عن سبع حالات جديدة تم استيرادها جميعًا، ليصل العدد الإجمالي إلى 57987.[156] وقد تعافت سبع منها، ليصل العدد الإجمالي لعمليات الاسترداد إلى 57890. لا يزال عدد الوفيات عند 28.[157]
- أبلغت أوكرانيا عن 7474 حالة إصابة يومية جديدة وسجلت ارتفاع 165 حالة وفاة يومية جديدة، ليصل العدد الإجمالي إلى 363.075 و 6755 على التوالي ، وقد تعافى اجمالى 148.642 مريضاً.[158]
- سجلت السويد رقما قياسيا جديدا يوميا من 1980 حالة إصابة بفيروس كورونا الجديد.[159]

### 29 أكتوبر
- أبلغت ماليزيا عن 649 حالة، ليصل المجموع إلى 30,090 حالة. تم استرداد 685، ليصل إجمالي عدد عمليات الاسترداد إلى 19757. لا يزال عدد الوفيات 246. هناك 10,087 حالة نشطة، 106 منها في العناية المركزة و 23 حالة في العناية المركزة.[160]
- أبلغت نيوزيلندا عن ست حالات جديدة، مما رفع العدد الإجمالي للحالات إلى 1949 (1,593 مؤكدة و 356 محتملة). وقد تعافى شخصان، ليصل إجمالي عدد حالات الشفاء إلى 1854. هناك 70 حالة نشطة بينما لا يزال عدد الوفيات 25.[161]
- أبلغت سنغافورة عن سبع حالات جديدة تم استيرادها جميعًا، ليصل العدد الإجمالي إلى 57994.[162] تعافى تسعة أشخاص، ليصل إجمالي عدد حالات الشفاء إلى 57899. لا يزال عدد الوفيات عند 28.[163]
- أبلغت أوكرانيا عن 7342 حالة يومية جديدة و 113 حالة وفاة يومية جديدة، وبذلك يصل العدد الإجمالي إلى 370417 و 6868 على التوالي ، وقد تعافى اجمالى 151.632 مريضاً.[164]
- الولايات المتحدة الأمريكية تتصدر 9 ملايين حالة كوفيد-19.[165]
- الهند تتصدر 8 ملايين حالة كوفيد-19.[166]

### 30 أكتوبر
- أبلغت ماليزيا عن 799 حالة جديدة، ليصل العدد الإجمالي إلى 30,889 حالة. تم استرداد 491، ليصل العدد الإجمالي لعمليات الاسترداد إلى 20248. تم الإبلاغ عن ثلاث وفيات، ليرتفع عدد الوفيات إلى 249. هناك 10392 حالة نشطة، منها 90 حالة في العناية المركزة و 20 حالة في العناية المركزة.[167]
- أبلغت نيوزيلندا عن حالة واحدة جديدة، مما رفع العدد الإجمالي للحالات إلى 1950 (تم تأكيد 1594 و 356 محتملة) تعافى ثلاثة أشخاص، ليرتفع العدد الإجمالي لحالات الشفاء إلى 1857. هناك 68 حالة نشطة بينما لا يزال عدد الوفيات 25.[168]
- أبلغت سنغافورة عن تسع حالات جديدة، ليصل العدد الإجمالي إلى 58003.[169] وقد تعافت عشرة منها، ليصل العدد الإجمالي لعمليات الاسترداد إلى 57909. لا يزال عدد الوفيات عند 28.[170]
- سجلت أوكرانيا رقماً قياسياً يبلغ 8312 حالة إصابة يومية جديدة وسجلت 173 حالة وفاة يومية جديدة، ليصل العدد الإجمالي إلى 378.729 و 7041 على التوالي ، وقد تعافى اجمالى 155.026 مريضاً.[171]
- تم الإبلاغ عن إجمالي 45 مليون حالة مؤكدة وحوالي 1.2 مليون حالة وفاة على مستوى العالم.

### 31 أكتوبر
- أبلغت ماليزيا عن 659 حالة جديدة، وبذلك يصل العدد الإجمالي للحالات إلى 31548 حالة. هناك 1,000 استرداد جديد، وبذلك يصل العدد الإجمالي لعمليات الاسترداد إلى 21,248. لا يزال عدد الوفيات عند 249. هناك 10,051 حالة نشطة، 83 منها في العناية المركزة و 19 في دعم جهاز التنفس الصناعي.[172]
- تتصدر اليابان 100000 حالة إصابة بفيروس كوفيد -19، بعد أسابيع قليلة من تجاوز الصين من حيث عدد الحالات.
- أبلغت نيوزيلندا عن سبع حالات جديدة، ليصل العدد الإجمالي للحالات إلى 1957 (1601 حالة مؤكدة و 356 محتملة). لا يزال عدد حالات الشفاء 1857 بينما لا يزال عدد الوفيات 25. هناك 75 حالة نشطة.[173]
- أبلغت سنغافورة عن 12 حالة جديدة تم استيرادها جميعًا، ليصل العدد الإجمالي إلى 58,015.[174] تعافى أربعة أشخاص، ليصل إجمالي عدد حالات الشفاء إلى 57913. لا يزال عدد الوفيات عند 28.[175]
- سجلت أوكرانيا ارتفاعًا قياسيًا في 8752 حالة يومية جديدة و 155 حالة وفاة يومية جديدة، وبذلك يصل العدد الإجمالي إلى 387481 و 7196 على التوالي ، وقد شفي ما مجموعه 158928 مريضاً.[176]
- المملكة المتحدة تتصدر مليون حالة كوفيد-19.[177]

## ملخص

### الجدول الزمني
البلدان والأقاليم التي أكدت حالاتها الأولى خلال أكتوبر 2020:
| تاريخ     | البلد أو الإقليم          |
| --------- | ------------------------- |
| 3 أكتوبر  | وصلة=\|حدود جزر سليمان    |
| 16 أكتوبر | وصلة=\|حدود واليس وفوتونا |
| 28 أكتوبر | وصلة=\|حدود جزر مارشال    |

بحلول نهاية شهر أكتوبر، لم تُبلغ البلدان والأقاليم التالية فقط عن أي حالات إصابة بفيروس SARS-CoV-2 :
أفريقيا
- سانت هيلانة وأسينشين وتريستان دا كونا

آسيا
- Christmas Island
- Cocos (Keeling) Islands
- كوريا الشمالية
- تركمانستان

أوروبا
- Svalbard

أوقيانوسيا
- ساموا الأمريكية
- جزر كوك
- كيريباتي
- ميكرونيسيا
- ناورو
- نييوي
- Norfolk Island
- بالاو
- جزر بيتكيرن
- ساموا
- توكيلاو
- تونغا
- توفالو
- فانواتو